# Xkcd

Bekannter Comic, in dem die englischsprachige Wikipedia und die dort verwendete Vorlage („Beleg benötigt“) parodiert werden

xkcd ist ein Webcomic von Randall Munroe. Der Autor überschreibt seine Comics mit „Webcomic über Liebe, Sarkasmus, Mathematik und Sprache“ (englisch: a webcomic of romance, sarcasm, math, and language).

## Inhalt
Die Themen der Comics sind unterschiedlich. Manche behandeln die Liebe oder das alltägliche Leben, andere (wie etwa mathematische und Insiderwitze) erfordern Spezialwissen. Des Weiteren gibt es auch einige Running Gags, so wie etwa die übertriebene Angst vor Velociraptoren. Neben dem Geek- und Informatiker-Publikum (ähnlich dem von User Friendly und Slashdot) sind die Comics auch an Natur- und Sprachwissenschaftler gerichtet. Aufgrund der inhaltlichen Komplexität und des nötigen Fachwissens sind Internet-Seiten eigens für den Zweck entstanden, xkcd zu erklären.
Der Webcomic steht unter der Lizenz Creative Commons Attribution-NonCommercial 2.5. Ausnahmen bilden einzelne Strips, die von Munroe unter Lizenzen ohne die „NonCommercial“-Einschränkung freigegeben wurden, um z. B. in der Wikipedia verwendbar zu sein. Neue Comics erscheinen montags, mittwochs und freitags sowie gelegentlich zu besonderen Anlässen.
Seit Anfang Juli 2012 gibt es auch den Ableger what if?, der mehr eine Mischung aus Artikel und Comic ist und zu dem unregelmäßig neue Folgen erscheinen. Darin versucht der Autor in der für xkcd typischen humorvollen und gleichzeitig wissenschaftlich akkuraten Art Antworten auf ungewöhnliche theoretische, von Lesern eingesandte Fragen zu geben. Dieser Ableger steht im Gegensatz zum Comic selbst nicht unter einer Creative-Commons-Lizenz. Die Folgen enthalten jeweils auch mehrere Comicstreifen. Bis Juni 2022 sind davon 158 online erschienen.

## Geschichte

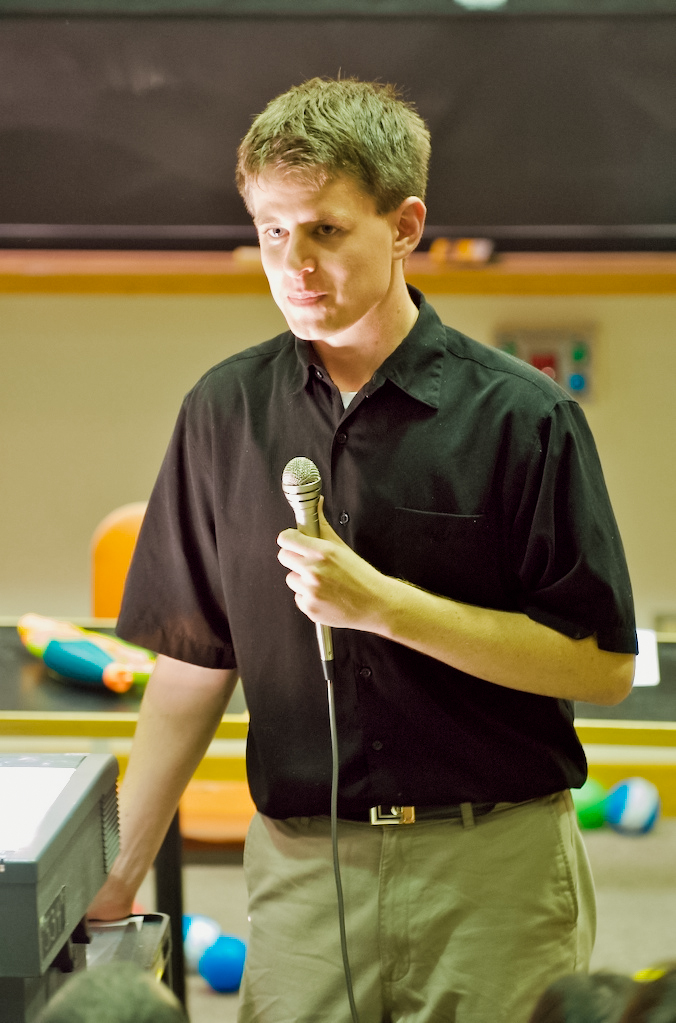
Randall Munroe (2007)

Die ersten Strips des Webcomics erschienen am 30. September 2005, als Munroe Skizzen aus seinen Schulnotizbüchern online stellte. Der Name xkcd war dabei nicht als Akronym, sondern als eine bedeutungslose Buchstabenkombination gedacht. In den folgenden zwei Jahren wurde xkcd immer populärer, einige Comics erreichten eine Bekanntheit, die weit über die übliche Besucherzahl hinausging.
2009 wurde das Buch xkcd: volume 0 im gemeinnützigen Breadpig-Verlag veröffentlicht. Darin sind viele der bereits im Web veröffentlichten Comics in leicht überarbeiteter Fassung und mit Kommentaren versehen abgedruckt.
Strip 1190 „Time“ (Zeit) begann am 25. März 2013 um Mitternacht. Das Bild des Comics wurde alle 30 Minuten geändert, ab dem 30. März stündlich. Die Veröffentlichung aller Bilder dauerte vier Monate. Zusammen ergeben die 3099 Bilder eine Art Zeitraffer einer Hard Science-Fiction-Erzählung. Zu Beginn befinden sich ein weiblicher und ein männlicher Charakter an einem Strand, an dem sie eine große Sandburg bauen. Als das Wasser zu steigen beginnt, begeben sie sich in ein Abenteuer, um die Geheimnisse des Meeres zu entdecken. Die Geschichte enthält unter anderem spekulative Geologie über eine mögliche Zukunft, in der das Mittelmeer aufgrund einer Trennung vom Atlantik austrocknet und während der Ereignisse der Geschichte wieder geflutet wird (siehe Messinische Salinitätskrise); sowie konstruierte Sprachen. Die Veröffentlichung endete am 26. Juli und wurde von einem großen Publikum verfolgt. Die Fangemeinschaft tauschte sich in einem in der Folge legendär gewordenen Forum-Thread zu Time aus und erstellte ein eigenes Wiki, um die vieldeutigen Aspekte der Geschichte zu analysieren. Cory Doctorow (Boing Boing) schrieb im April, dass sich der Comic nett entwickeln würde, und nannte die Hintergrundgeschichte später „erstaunend“. Tasha Robinson (The A.V. Club) nannte den Comic „ein großartiges Experiment, dass die Leute dazu ermuntert, immer wieder zu XKCD zurückzukommen“. Glen Tickle bezeichnete Time als Munroes magnum opus. 2014 erhielt Time den Hugo Award for Best Graphic Story.
Anfang 2012 erreichte xkcd den Meilenstein von 1000 veröffentlichten Webcomics.
Am 18. März 2015 wurde Comic Nummer 1500 veröffentlicht. Der Meilenstein von 2000 veröffentlichten Comics wurde Mitte 2018 erreicht. Im Oktober 2024 wurde die Comic Nummer 3000 erreicht.

## Zeichenstil

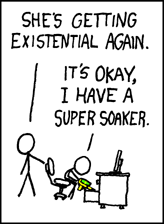
Letztes Panel eines xkcd-Comics über Philosophie

Der Stil von xkcd ist recht einfach. Die Personen sind als Strichmännchen dargestellt, ihre Umgebung ist ebenfalls mit Strichen gezeichnet. Nur gelegentlich kommen Farben oder aufwendig gezeichnete Landschaften zum Einsatz.
Viele Comics bestehen aus Funktionsgraphen, die mit Handschrift kommentiert sind und eine charakteristische, wellige Linienführung aufweisen. Benutzer und Communitys einiger Programmiersprachen bildeten diesen Stil für das Plotten von Funktionsgraphen als so genannten „xkcd“-Stil nach. So ist dieser Zeichenstil z. B. für Python in der Bibliothek Matplotlib ab Version 1.3.0 implementiert; auch für Mathematica, R und TeX sind Skripte für solche Zeichenstile entwickelt worden.
Einige Comics bewegen sich, sind interaktiv, werden häufig aktualisiert, können erkundet werden oder erzählen eine fortlaufende Geschichte.
Wenn man den Mauszeiger über den jeweiligen Comic hält, erscheint zudem ein Tooltip, der dem Witz eine zweite Pointe verleiht.

## Übersetzungen in andere Sprachen
Comics von xkcd werden auch in andere Sprachen übersetzt.
Ausgewählte Comics sind auf Französisch, Russisch, Spanisch, Deutsch, Finnisch, Tschechisch und Portugiesisch verfügbar.

## Umsetzung in der realen Welt
Mehrfach haben Fans fiktive Vorgänge des Webcomics auf die Realität übertragen. So wurde entsprechend der Szene von xkcd Nr. 225 Richard Stallman ein Katana zugesandt und Stallman während eines Vortrages von als Ninjas verkleideten Studenten umzingelt.
Randall Munroe stellt diese Reaktionen teilweise auf eigenen Seiten zusammen, so wie etwa als aufgrund des Comics „Chess Photo“ einige Fans Schachbretter mit auf Achterbahnen schmuggelten und ihm ein Foto davon zusandten. Die Reaktionen auf „Rule 34“, bei denen Personen unter der Dusche Gitarre spielten, wurden unter der dort genannten Domain wetriffs.com gesammelt.
Der Webcomic „Geohashing“ führte zum gleichnamigen Projekt Geohashing, dessen Teilnehmer für einen Tag spezifisch festgelegte, zufällig errechnete Punkte mit Hilfe von GPS-Geräten aufsuchen. Die Teilnehmer an diesem weltweit betriebenen Spiel organisieren sich im überwiegend englischsprachigen Geohashing-Wiki und berichten dort über ihre erfolgreichen oder nicht erfolgreichen Versuche, die jeweiligen Geohashpunkte des Tages zu erreichen. Die aktivsten Teilnehmer gibt es in den USA, Deutschland und Großbritannien.

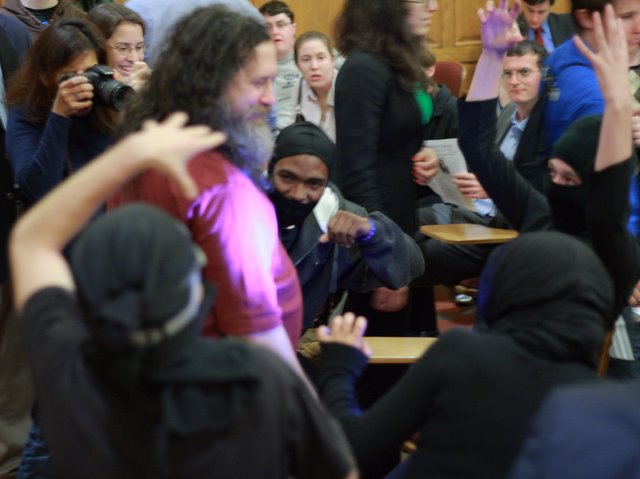
Richard Stallman wird von „Ninjas“ umzingelt; in Anlehnung an den Comic „Open Source“
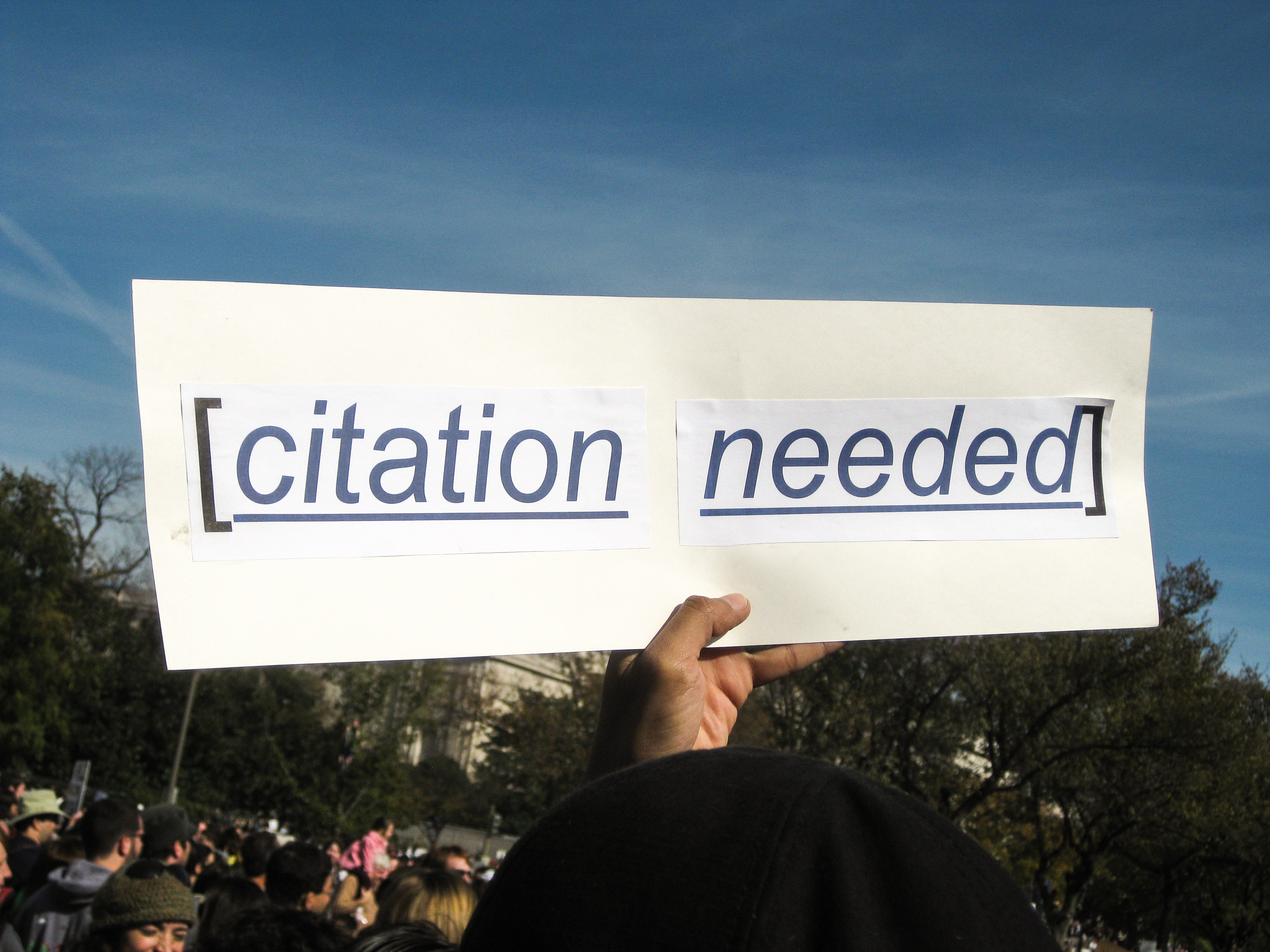
„Wikipedian Protester“
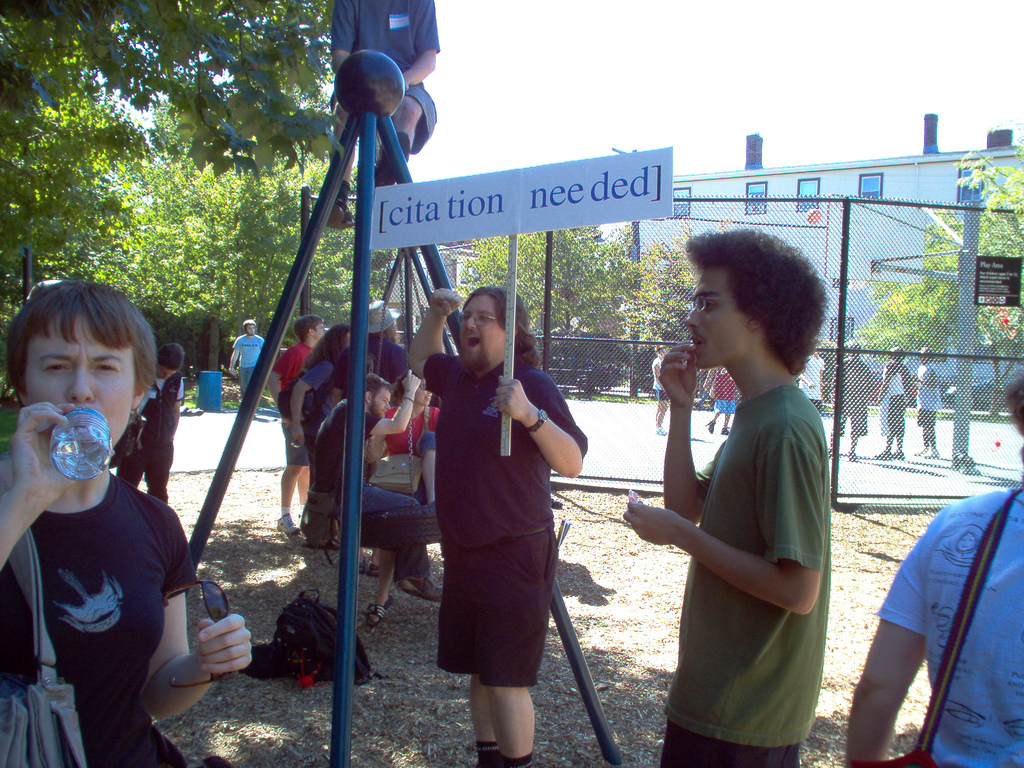
„Wikipedian Protester“ in Cambridge
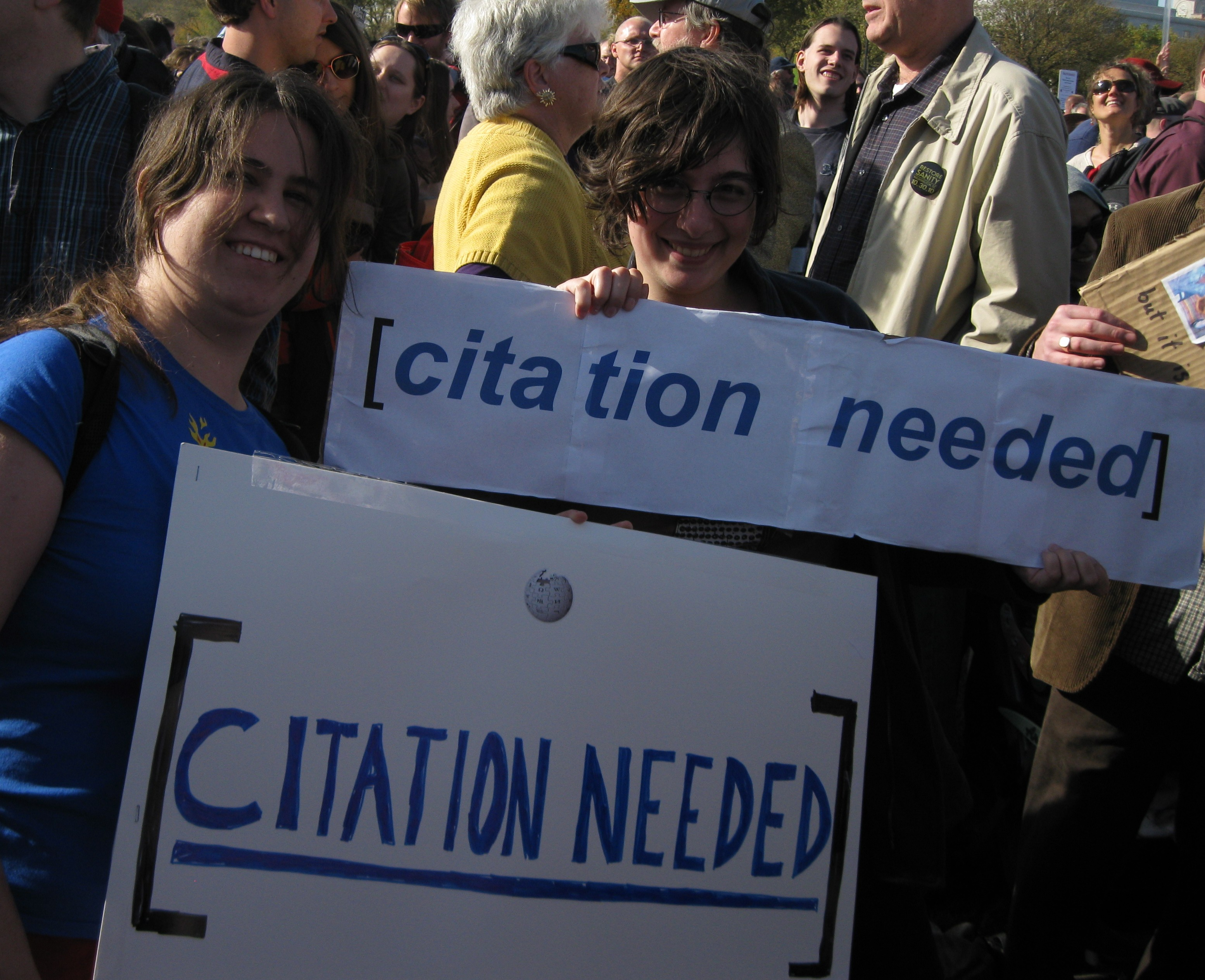
„Wikipedian Protester“ in Washington
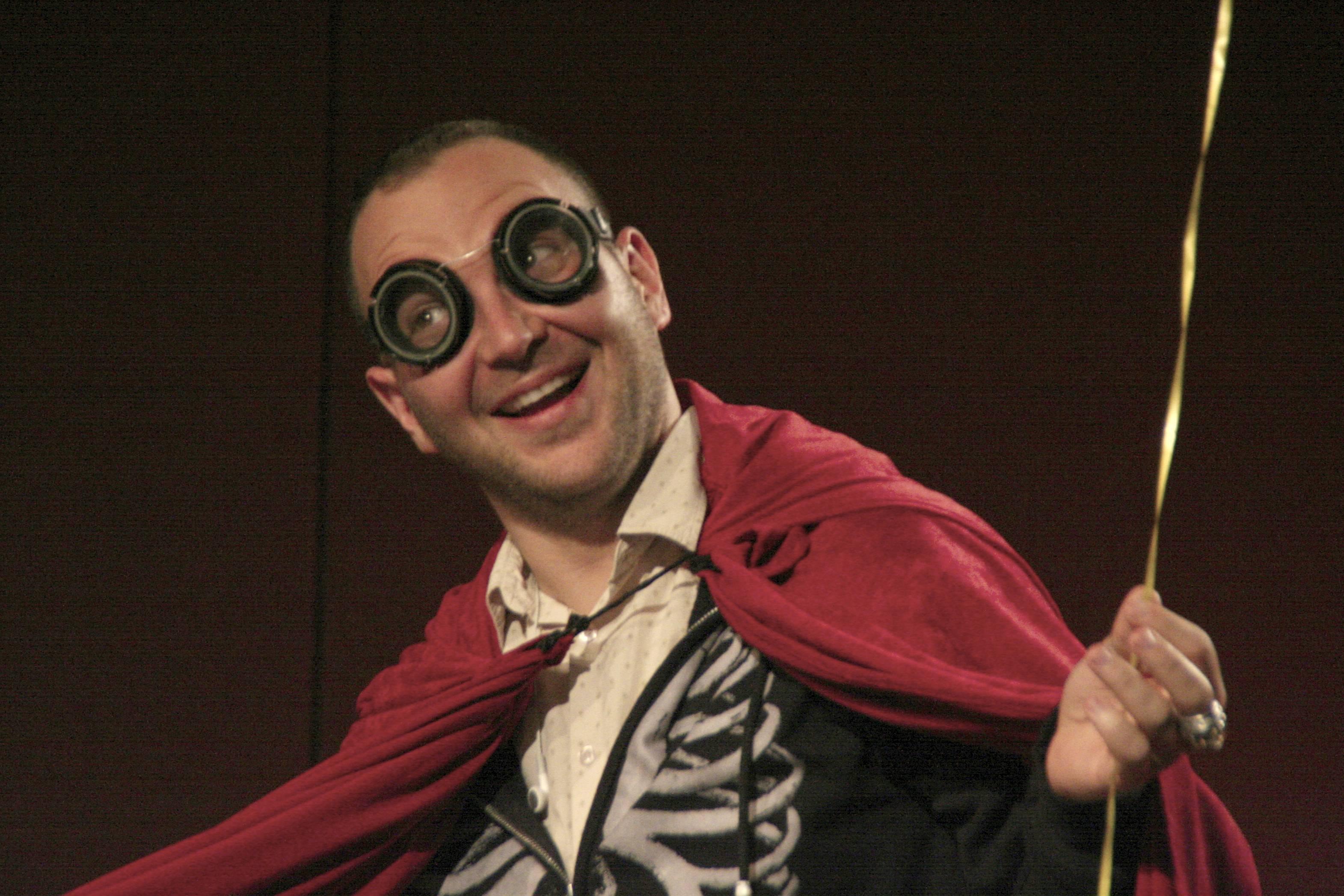
Cory Doctorow als Blogger verkleidet auf der eTech 2007; in Anlehnung an den Comic „Blagofaire“